# Ayuntamiento de Mislata
El Ayuntamiento de Mislata (en valenciano: Ajuntament de Mislata) es el órgano encargado del gobierno y administración del municipio de Mislata, situado en la provincia de Valencia, Comunidad Valenciana, España. Está presidido por el alcalde. En 2023 ocupa dicho cargo Carlos Fernández Bielsa, del PSPV-PSOE. Esta administración tiene su sede en la plaza de la Constitución.

## Alcaldes
| Periodo   | Nombre                                                                                 | Partido                                                              |
| --------- | -------------------------------------------------------------------------------------- | -------------------------------------------------------------------- |
| 1979-1983 | José Morales Gracia                                                                    | Partit Socialista del País Valencià (PSPV-PSOE)                      |
| 1983-1987 | José Morales Gracia                                                                    | Partit Socialista del País Valencià (PSPV-PSOE)                      |
| 1987-1991 | José Morales Gracia                                                                    | Partit Socialista del País Valencià (PSPV-PSOE)                      |
| 1991-1995 | José Morales Gracia                                                                    | Partit Socialista del País Valencià (PSPV-PSOE)                      |
| 1995-1999 | José Morales Gracia                                                                    | Partit Socialista del País Valencià (PSPV-PSOE)                      |
| 1999-2003 | José Morales Gracia (1999-2001) Moción de censura Manuel Corredera Sanchis (2001-2003) | Partit Socialista del País Valencià (PSPV-PSOE) Partido Popular (PP) |
| 2003-2007 | Manuel Corredera Sanchis                                                               | Partido Popular (PP)                                                 |
| 2007-2011 | Manuel Corredera Sanchis                                                               | Partido Popular (PP)                                                 |
| 2011-2015 | Carlos Fernández Bielsa                                                                | Partit Socialista del País Valencià (PSPV-PSOE)                      |
| 2015-2019 | Carlos Fernández Bielsa                                                                | Partit Socialista del País Valencià (PSPV-PSOE)                      |
| 2019-2023 | Carlos Fernández Bielsa                                                                | Partit Socialista del País Valencià (PSPV-PSOE)                      |
| 2023-act. | Carlos Fernández Bielsa                                                                | Partit Socialista del País Valencià (PSPV-PSOE)                      |

## Resultados electorales
| Partido político                                | 2023   | 2023  | 2023       | 2019   | 2019  | 2019       | 2015   | 2015  | 2015       | 2011  | 2011  | 2011       | 2007  | 2007  | 2007       |
| Partido político                                | Votos  | %     | Concejales | Votos  | %     | Concejales | Votos  | %     | Concejales | Votos | %     | Concejales | Votos | %     | Concejales |
| Partit Socialista del País Valencià (PSPV-PSOE) | 14 177 | 61,72 | 14         | 13 261 | 62,62 | 15         | 13 267 | 57,22 | 14         | 9935  | 44,36 | 11         | 8316  | 38,94 | 9          |
| Partido Popular (PP)                            | 4033   | 17,55 | 4          | 3172   | 14,97 | 3          | 4487   | 19,35 | 5          | 8021  | 35,81 | 9          | 9775  | 45,78 | 11         |
| Vox                                             | 2588   | 11,26 | 2          | 1294   | 6,11  | 1          | —      | —     | —          | —     | —     | —          | —     | —     | —          |
| Compromís                                       | 1353   | 5,89  | 1          | 1063   | 5,02  | 1          | 1724   | 7,44  | 1          | 980   | 4,38  | 0          | —     | —     | —          |
| Esquerra Unida del País Valencià (EUPV)         | 202    | 0,87  | 0          | 355    | 1,67  | 0          | 843    | 3,64  | 0          | 1485  | 6,63  | 1          | 1552  | 7,27  | 1          |
| Ciudadanos (CS)                                 | 148    | 0,64  | 0          | 1205   | 5,69  | 1          | 1178   | 5,08  | 1          | —     | —     | —          | —     | —     | —          |

## Evolución de la deuda viva municipal
El concepto de deuda viva contempla sólo las deudas con cajas y bancos relativas a créditos financieros, valores de renta fija y préstamos o créditos transferidos a terceros, excluyéndose, por tanto, la deuda comercial.
| Gráfica de evolución de la deuda viva del Ayuntamiento entre 2008 y 2023                          |
|                                                                                                   |
| Deuda viva del Ayuntamiento de Mislata, en miles de euros, según datos del Ministerio de Hacienda |